# Bonifacio (Misamis Occidental)
Bonifacio is een gemeente in de Filipijnse provincie Misamis Occidental op het eiland Mindanao. Bij de laatste census in 2007 had de gemeente bijna 30 duizend inwoners.

## Geografie

### Bestuurlijke indeling
Bonifacio is onderverdeeld in de volgende 28 barangays:
| - Bag-ong Anonang - Bagumbang - Baybay - Bolinsong - Buenavista - Buracan - Calolot - Demetrio Fernan - Digson - Dimalco - Dullan - Kanaokanao - Liloan - Linconan | - Lodiong - Lower Usugan - Mapurog - Migpange - Montol - Pisa-an - Poblacion - Remedios - Rufino Lumapas - Sibuyon - Tangab - Tiaman - Tusik - Upper Usogan |

## Demografie
Bonifacio had bij de census van 2007 een inwoneraantal van 29.514 mensen. Dit zijn 1.704 mensen (6,1%) meer dan bij de vorige census van 2000. De gemiddelde jaarlijkse groei komt daarmee uit op 0,82%, hetgeen lager is dan het landelijk jaarlijks gemiddelde over deze periode (2,04%). Vergeleken met de census van 1995 is het aantal mensen met 1.997 (7,3%) toegenomen.

De bevolkingsdichtheid van Bonifacio was ten tijde van de laatste census, met 29.514 inwoners op 155,02 km², 190,4 mensen per km².